# Walter Benjamin
Pour les articles homonymes, voir Benjamin.
Walter Benjamin (en allemand : [ˌvaltɐ ˈbɛnjamiːn] ? Écouter [Fiche]) (nom complet : Walter Bendix Schönflies Benjamin) est un philosophe, historien de l'art, critique littéraire, critique d'art et traducteur allemand né le 15 juillet 1892 à Berlin (royaume de Prusse) et mort le 26 septembre 1940 à Portbou en Catalogne, dans l'Espagne franquiste.
Il est rattaché à l'école de Francfort. Il a notamment traduit Balzac, Baudelaire et Proust, et est l'auteur d'une œuvre hétéroclite aux confluents de la littérature, de la philosophie et des sciences sociales. Son suicide a laissé son œuvre dans l'inachèvement avec seulement deux livres publiés de son vivant, des articles et de nombreuses notes en vue de la publication d'une vaste enquête sur le Paris du XIXe siècle.
Sa pensée a été redécouverte, étudiée et commentée à partir des années 1950, avec la publication de nombreux textes inédits et de sa correspondance. Longtemps ignoré en dehors de cercles littéraires, il a peu à peu acquis une notoriété le plaçant parmi les théoriciens majeurs du XXe siècle.

## Biographie

### Enfance et jeunesse

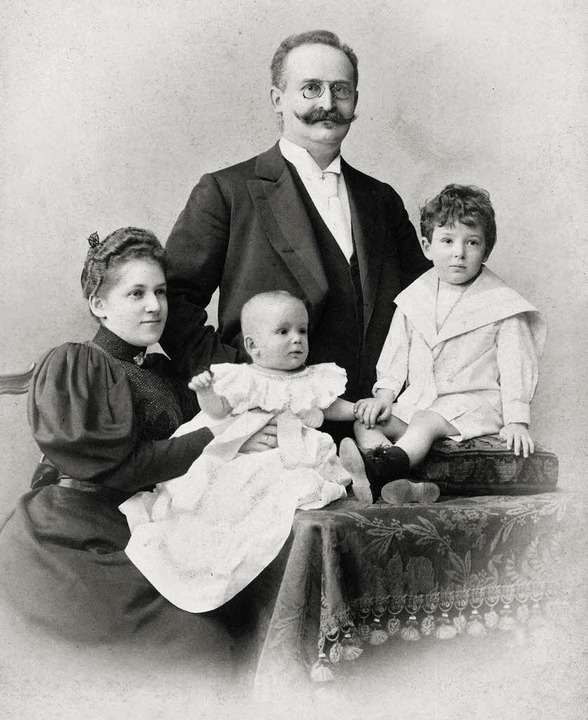
Pauline et Emil Benjamin avec leurs fils Walter et Georg (v. 1896).

Walter Bendix Schönflies Benjamin naît à Berlin-Charlottenburg de parents allemands de confession juive et assimilés, Emil Benjamin (1856-1926) et Pauline (née Schoenflies). Son père était d'abord banquier à Paris, puis antiquaire et marchand d'art à Berlin : son fils héritera de son goût pour la collection. Aîné de la fratrie, Walter a également un frère, Georg (1895–1942) et une sœur, Dora (1901–1946).
Par ailleurs, Benjamin est le neveu du psychologue William Stern, ainsi que le cousin de la poétesse Gertrud Kolmar (par sa mère) et du philosophe et activiste Günther Anders, époux d'Hannah Arendt.
Il passe son enfance à Berlin — il la relatera dans les années 1930, durant son exil (Enfance berlinoise vers 1900, posthume). Pour des raisons de santé, il effectue de 1904 à 1907 un séjour à la campagne. De 1905 à 1907, il fréquente la Hermann-Lietz-Schule à Haubinda, en Thuringe, où il subit l'influence de Gustav Wyneken (1875-1964), inspirateur du mouvement républicain Freie Studentenschaft (Union des étudiants libres). Celui-ci l'incite à s'engager dans les Jugendbewegung (« mouvement de jeunesse » allemand), ce qui lui permet de rompre avec ses origines bourgeoises.

### Premiers écrits et engagement

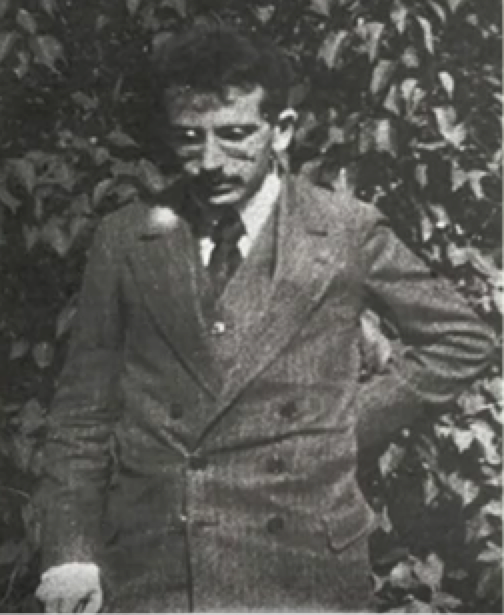
Walter, étudiant à Berne (1917-1918).

En 1910, il produit des articles pour Der Anfang (Le commencement), principale publication du Jugendbewegung, sous le pseudonyme d'« Ardor ».
Après le baccalauréat, en 1912, Walter Benjamin commence des études de philosophie, de philologie allemande ainsi que d'histoire de l'art à l'université de Fribourg-en-Brisgau, puis voyage en Italie, point de destination traditionnel des bacheliers allemands.
En 1914, il devient président des Freien Studentenschaften puis, en raison de désaccords, se retire des activités du groupe, y compris de la revue Der Anfang. Le suicide d'un couple d'amis le marque profondément. Il se fiance et commence la traduction des Tableaux parisiens de Charles Baudelaire, qu'il va mettre près de dix ans à terminer.
En 1915, alors que l'Allemagne est en guerre, Gustav Wyneken publie un texte encourageant la jeunesse allemande à servir sa patrie. Walter Benjamin lui écrit pour lui signifier son désaccord et rompt définitivement avec lui. Il rencontre Werner Kraft (de). Il s'inscrit ensuite à l'université de Munich, où il rencontre Rainer Maria Rilke et Gershom Scholem, sans doute son premier véritable ami. En 1916, il rompt ses fiançailles pour vivre avec Dora Kellner, épouse de Max Pollack qu'elle quitte.
En 1917, Benjamin reçoit un ordre de mobilisation, mais parvient à se procurer un certificat médical relatif à sa sciatique chronique, ce qui ajourne son incorporation. Il épouse Dora Kellner, et passe quelque temps avec elle en sanatorium à Dachau.
Afin de terminer au mieux ses études, il part en Suisse et s'inscrit à l'université de Berne en septembre 1917. Il commence une thèse sur la critique d'art à l'époque romantique. En 1918, son fils Stephan Rafael nait le 11 avril (mort le 6 février 1972) à son propos Benjamin tiendra un carnet intime jusqu'en mars 1932. Il achève la rédaction de sa thèse, soutenue à l'université de Berne. Il poursuit alors ses traductions de Baudelaire en allemand.
Durant cette période suisse, il retrouve Gershom Scholem, également étudiant à Berne : ils sont très proches. Scholem tente d'intéresser Benjamin à la mystique juive, au sionisme progressiste, mais celui-ci n'est passionné que par les romantiques et les poètes allemands. Durant les deux dernières années de la guerre, le gouvernement harcèle les étudiants juifs allemands non-incorporés et déclenche contre eux une campagne antisémite. Benjamin reste alors en Suisse, explore le pays durant l'année 1918 et termine sa thèse, tout en se liant d'amitié avec des dadaïstes comme Hans Richter et Francis Picabia.

### Vers une nouvelle sociologie de l'histoire

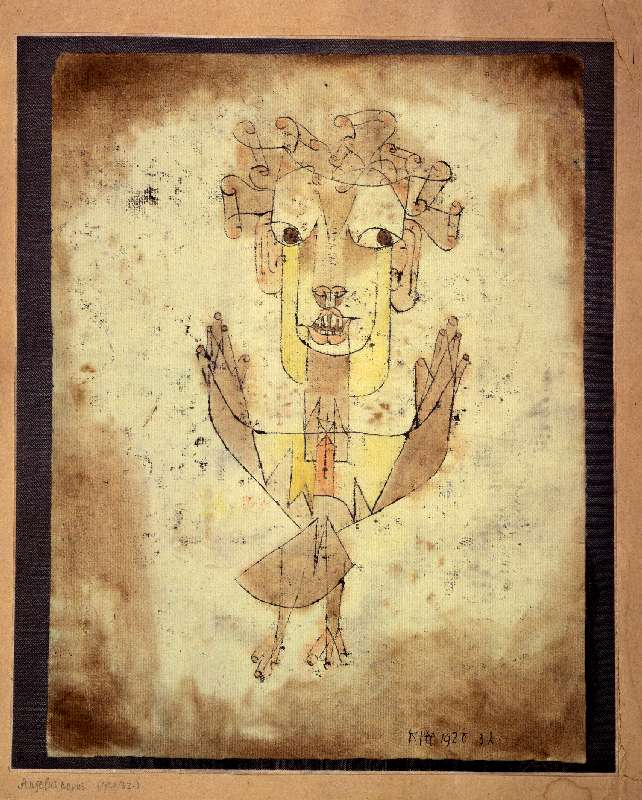
Angelus novus (1920), huile sur papier, par Paul Klee, musée d'Israël.

En 1919, Benjamin rencontre Ernst Bloch à Berne, également proche des dadaïstes, qui avait fui l'Allemagne contaminée selon lui par un esprit prussien qu'il dénonçait. L'année suivante, Benjamin publie à Berne son premier essai tiré de sa thèse, Begriff der Kunstkritik in der deutschen Romantik : il reste profondément attaché à l'esprit romantique d'un Hölderlin, aux utopies venues des Lumières, et ce, sous l'influence de Bloch ; mais Scholem note que son ami donne dans le « pathos de l'espoir ».
En 1920, incapable de subvenir aux besoins de sa femme et de son fils, il emménage avec eux chez ses propres parents à Berlin. En 1921, il se sépare de son épouse, et vit entre Heidelberg et Berlin. Cette année-là, il achète à Munich le tableau de Paul Klee, Angelus novus qui restera la plupart du temps chez lui, à Berlin, jusqu'à son exil, mais de temps en temps, Benjamin part en voyage et c'est Scholem qui garde le tableau. Il rencontre Klee mais aussi Kandinsky, professeurs au Bauhaus à Weimar, et éprouve un grand enthousiasme pour la nouvelle architecture et le courant de la nouvelle objectivité.
En 1922, il cherche à obtenir une habilitation d'enseignant à l'université de Heidelberg, mais son diplôme suisse n'y est pas reconnu. Il n'est pas plus heureux dans sa tentative similaire de 1923. De plus, au même moment, son ami Scholem part à Jérusalem y enseigner la mystique juive. Benjamin rencontre alors le jeune Theodor Adorno. Il abandonne l'apprentissage de l'hébreu, au désespoir de Scholem. Il publie ensuite son deuxième essai, qui porte sur Charles Baudelaire et ses Tableaux parisiens : ce travail l'a conduit à Paris, une ville qui le passionne. Cet essai paraît grâce à l'Institut de recherche sociale, nouvellement fondé à Francfort, par Felix Weil (en) et Carl Grünberg : ce lieu est l'antichambre de la future école de Francfort, avec laquelle Benjamin va collaborer jusqu'à sa mort.
Durant son premier séjour à Paris, il croise certains surréalistes : s'il connaissait déjà Picabia et Tristan Tzara, il découvre les ouvrages de Louis Aragon ; sa passion pour Paris s'en trouve renforcée. Puis, il se lie avec la photographe Germaine Krull qui lui donne ses clichés sur les passages parisiens. Benjamin commence à écrire sur ces passages, sur Paris et la mode ; s'inscrivant dans la continuité de son étude sur Baudelaire, il se demande comment et pourquoi Paris est devenue la ville de la modernité.
Cependant, le père de Benjamin a de gros problèmes financiers durant cette période d'hyperinflation, compromettant l'aide qu'il lui fournit. Walter produit des critiques d'art, mais ce sont surtout les travaux de traduction d'écrivains français qui lui permettent de vivre. Benjamin n'est pas seulement un traducteur chevronné du français (il traduit entre autres Balzac, Saint-John Perse, Paul Valéry...), il est aussi théoricien en cette matière, et, depuis 1916, travaille sur la notion de traduction. L'un de ces textes est devenu célèbre : « Die Aufgabe des Übersetzers » (La tâche du traducteur) qui servit de préface à son essai sur Baudelaire (1923).
Il suit de près la politique allemande, notant à cet égard que « l’orientation de l’Action française lui semble finalement la seule qui permette, sans s’abêtir, de scruter les détails de la politique allemande ». Il reste par ailleurs très lucide sur l'évolution de la république de Weimar : il ne croit pas au réarmement pacifique de son pays, de même, il observe une remontée de l'antisémitisme (après l'assassinat de Walther Rathenau en juin 1922).
En 1924, il effectue en même temps qu'Ernst Bloch un séjour à Capri. Il y fait la connaissance et tombe amoureux d'Asja Lācis (1891-1979), communiste lettone, "une révolutionnaire russe de Riga, l'une des femmes les plus remarquables dont j'aie fait la connaissance", elle l'initie au marxisme ;  ils sont ensemble à Berlin en 1924, à Riga en 1925. Peu après, il rencontre le théoricien marxiste hongrois Georg Lukács. En 1925, il renonce à son habilitation d'enseignant à l'université de Heidelberg.
En 1926, il séjourne en France, à Paris et dans le Var, ainsi qu'à Monaco. Il traduit Marcel Proust avec l'aide de Franz Hessel en s'attaquant aux premiers tomes d'À la recherche du temps perdu.
À la mort de son père en 1926, il fait un passage à Berlin, revient en France, puis part faire un séjour à Moscou du 6 décembre 1926 à fin janvier 1927 pour retrouver Asja et écrire des articles sur la situation en Russie, dont "Moscou" destiné à la revue Die Kreatur de Martin Buber. Durant ce voyage, il collectionne des livres, des objets du quotidien, des réclames, des jouets en bois. Il visite les musées, va au théâtre, rencontre les intellectuels communistes. Mais Asja est malade et liée au metteur en scène allemand Bernhard Reich, ancien directeur du Deutsches Theater de Berlin, leur liaison houleuse prend fin.
Quand il rentre en Allemagne, il ne parvient pas à créer une revue, faute de temps ou d'argent : elle devait s'appeler Angelus novus en hommage au tableau de Klee.
En 1927, lors d'un nouveau séjour à Paris, il termine la traduction d'À l'ombre des jeunes filles en fleurs.
En 1928, Scholem lui propose de venir le rejoindre à Jérusalem, ce qu'il fera à plusieurs reprises, demandant même un visa. Mais il est tout entier absorbé dans la sortie de son nouvel ouvrage, Einbahnstraße (Sens unique ou Rue à sens unique) et dans les débuts d'un récit autobiographique intitulé provisoirement « Enfance berlinoise vers 1900 » qu'il va poursuivre durant dix ans. C'est également l'année où il devient ami avec Gretel Karplus, qui épouse ensuite Adorno et avec laquelle il correspondra.

### Homme de radio
De 1929, « jusqu’à l’infiltration des stations d’émission par les nazis, soit, à Berlin, jusqu’au printemps 1932, à Francfort jusqu’en janvier 1933, il produit quatre-vingt-cinq émissions en tout, parmi lesquelles des pièces radiophoniques, une série sur Berlin destinée aux enfants, des exposés sur Friedrich Hebbel, George, Brecht et Kafka, et enfin les Hörmodelle (modèles à écouter) conçus avec le journaliste Wolf Zucker, dans lesquels l’auditeur se voit proposer, à partir d’un dialogue naissant d’une situation quotidienne, des conseils pratiques censés l’aider à survivre. »,,.

### L'exil
Tandis que les conséquences dramatiques de la crise de 1929 s'abattent sur l'Allemagne en 1930-1931, Walter Benjamin éprouve de nouveau le besoin de s'éloigner de son pays. En octobre 1930, il envisage de fonder avec son ami Bertolt Brecht une revue intitulée Krisis und Kritik, mais au moment de boucler le premier numéro en février 1932, Benjamin démissionne.
Il part s'installer à Ibiza, d'avril à juin 1932, puis de mars à septembre 1933. Là, il poursuit la rédaction de son récit d'enfance. Le 10 juin 1933, il écrit à Gretel :

« Nous sommes partis de bon matin à cinq heures avec un pêcheur de langoustes et l'on a commencé par rôder trois heures sur la mer, où nous avons tout appris de l'art d'attraper les langoustes. […] Puis on nous déposa dans une crique inconnue. Et là s'offrit à nous une image d'une perfection si accomplie qu'il se produisit en moi quelque chose d'étrange mais qui n'est pas incompréhensible ; c'est qu'à proprement parler je ne la voyais pas ; elle ne me frappait pas ; sa perfection la mettait au bord de l'invisible. »

Alors que Benjamin a quarante ans, la situation politique de son pays l'épouvante et il rédige son testament : il n'a plus de travail ; Adorno est renvoyé de l'université de Francfort. De son côté, Scholem l'informe qu'à Jérusalem, il y a tant d'immigrés universitaires allemands que les postes dans l'enseignement sont devenus rares.

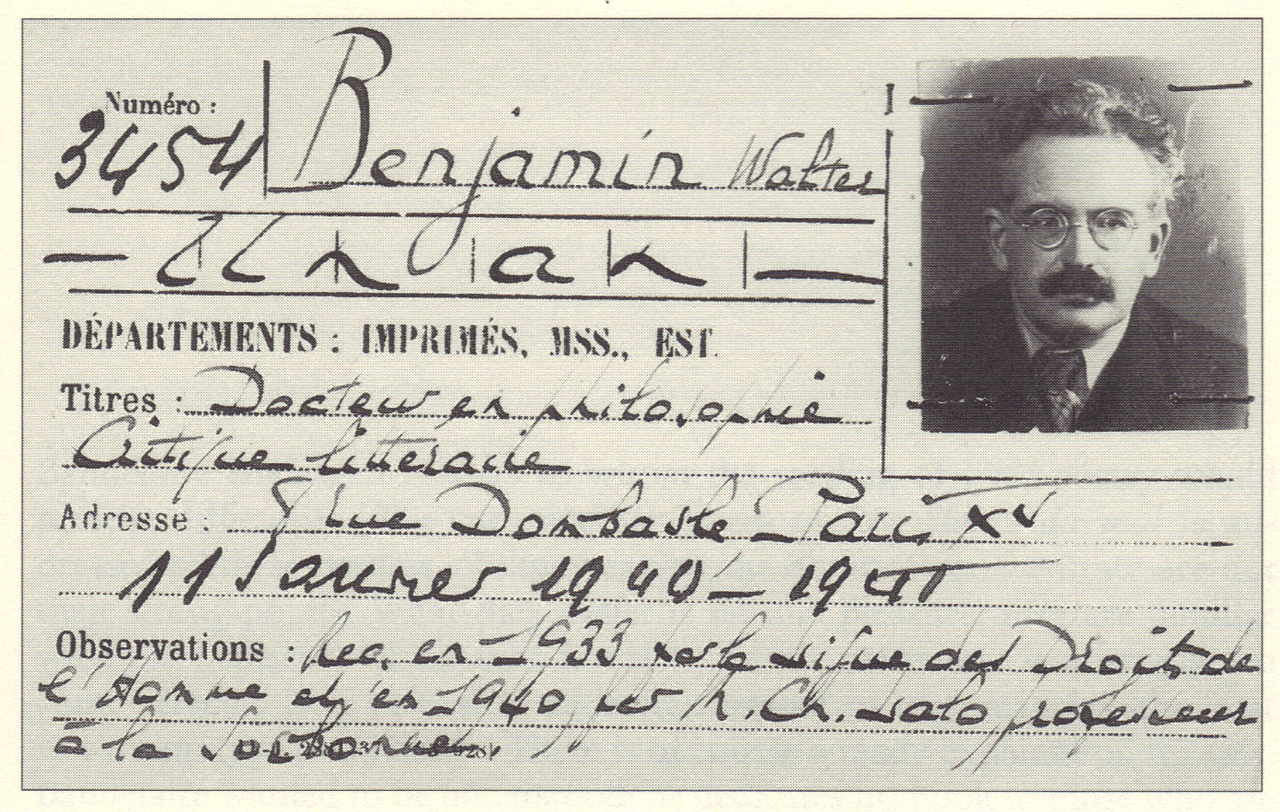
Carte de lecteur (1940) de Walter Benjamin pour la Bibliothèque nationale.

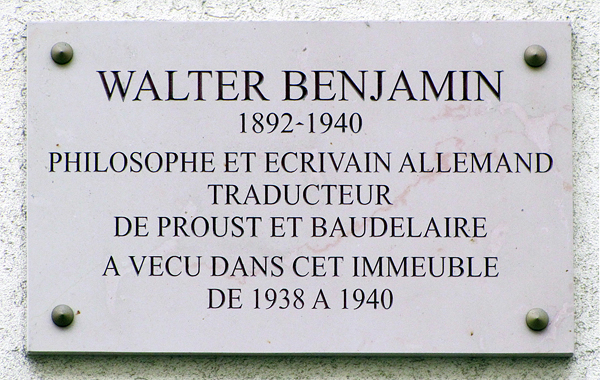
Plaque commémorative au 10 rue Dombasle, Paris 15e, où Walter Benjamin vécut de 1938 à 1940.

Alors que la plupart de ses amis et proches sont arrêtés (c'est le cas de son frère) ou partis à l'étranger (Bertolt Brecht, Ernst Bloch), Benjamin émigre en septembre 1933 en France, à Paris.
Il va percevoir une aide substantielle du New Yorker Institut for Social Research : originellement fondé à Francfort, l'Institut de recherche sociale part en exil à Genève et à Amsterdam, puis en 1934 à New York. Par le biais de Max Horkheimer, Benjamin produit des articles pour la revue de l’Institut et poursuit son énorme chantier, le Passagen-Werke (publié à titre posthume sous le titre Le Livre des passages. Paris capitale du XIXe siècle) qu'il avait entamé en 1926, se documentant à la Bibliothèque nationale, rue Richelieu : sa carte de lecteur mentionne comme profession « docteur en philosophie, critique littéraire ».
En 1934, Benjamin effectue une première visite à Brecht réfugié au Danemark. En 1937, Adorno et son épouse finissent par s'installer à New York. La dernière fois que Benjamin voit Brecht, dont il aimait la poésie, c'est en juillet-octobre 1938, lors d'une dernière visite au Danemark.
Peu avant l'entrée en guerre de la France en septembre 1939, il espère quitter l'Europe pour les États-Unis et cherche à vendre son tableau de Paul Klee afin de financer son voyage. Il transmet par la poste aux époux Adorno le manuscrit d'Enfance berlinoise vers 1900. Ses démarches de naturalisation française n'aboutissent pas.
Le 5 septembre 1939, en tant que réfugié allemand devenu apatride car déchu de sa nationalité, il est convoqué au stade Yves-du-Manoir. Il y reste jusqu'au 17 septembre, date à laquelle il est conduit depuis la gare d'Austerlitz jusqu'au camp de Vernuche, hameau de la commune de Varennes-lès-Nevers (Varennes-Vauzelles aujourd'hui) près de Nevers. Grâce à ses amis intellectuels, dont Adrienne Monnier et Jules Romains qui ont écrit au quai d'Orsay en la personne du diplomate Henri Hoppenot, il obtient une décision de libération le 16 novembre. Il quitte le camp le 21 et arrive à Paris le 22. Peu avant cet internement, Benjamin dissimule certains de ses manuscrits dans un bureau de la Bibliothèque nationale, où ils ont été retrouvés en 1945.
Le 13 mai 1940, il est décidé que tous les réfugiés allemands sans exception, même ceux précédemment libérés, doivent être internés. Cependant Henri Hoppenot intervient en amont pour éviter à Walter Benjamin, ainsi qu'à Siegfried Kracauer, Hanns-Erich Kaminski et Arthur Koestler, un nouvel internement. En revanche, sa sœur Dora et son amie Hannah Arendt sont convoquées le 14 au vélodrome d'Hiver d'où elles sont transférées au camp de Gurs. Pour remercier Hoppenot, Benjamin lui offrit un précieux exemplaire d'Anabase de Saint-John Perse annoté de la main de Rilke.

### Une mort tragique

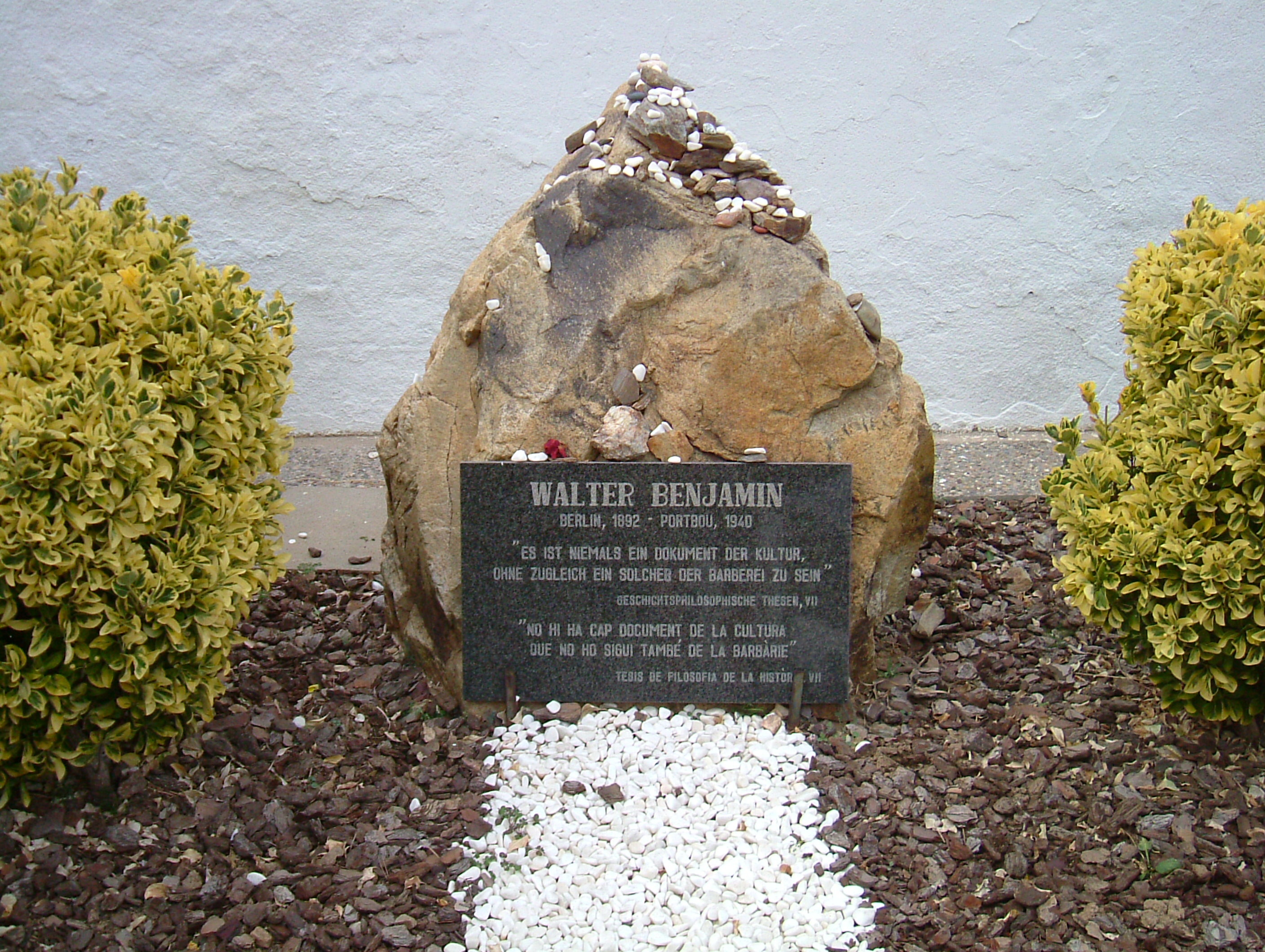
Le cénotaphe de Walter Benjamin à Portbou.

#### Départ
Le 10 juin 1940, quatre jours avant l'entrée de l'armée allemande dans Paris, Benjamin quitte la capitale et se rend à Lourdes. De là, il part à Marseille et arrive finalement à Port-Vendres le 25 septembre 1940 avec l'intention de fuir en Espagne franquiste.

#### Passage des Pyrénées et choix du suicide
Arrivé dans la petite commune des Pyrénées-Orientales, il se fait connaître auprès de Hans et Lisa Fittko, deux Allemands résistants au nazisme, qui peuvent lui faire franchir clandestinement la frontière. Walter Benjamin a quarante-huit ans, il souffre de multiples pathologies, son dos (sciatique chronique), son cœur (une myocardite) font qu'il prend de la morphine afin de soulager ses douleurs. Avec deux autres candidats à l'exil, Henny Gurland et son fils José, le philosophe est conduit par Lisa et ils parviennent, au bout d'une dizaine d'heures, à Portbou. Il y écrit sa toute dernière lettre en français, le 25 septembre 1940 : « Dans une situation sans issue, je n'ai d'autre choix que d'en finir. C'est dans un petit village dans les Pyrénées où personne ne me connaît que ma vie va s'achever ». Dans la soirée du 26 septembre 1940, Walter Benjamin se suicide en absorbant une dose mortelle de morphine.

#### Disparition énigmatique
D'après Lisa Fittko, les autorités espagnoles ont avisé les trois fugitifs qu'une nouvelle directive du gouvernement espagnol préconisait la reconduite des apatrides en France, ce que Benjamin n'aurait pas supporté. La nouvelle réglementation ne fut toutefois jamais appliquée et était sans doute déjà annulée quand il se donna la mort.
Les papiers contenus dans la serviette en cuir de Benjamin qui incluait, disait-il, un manuscrit « plus important que sa vie », n'ont pas été retrouvés même s'ils ont été répertoriés comme liasse de manuscrit dans la main courante de la police de Portbou. Le philosophe a aussi écrit une lettre d'adieu à Theodor W. Adorno, dictée à sa compagne de fuite Henny Gurland.
Bien que sa dépouille n'ait jamais été retrouvée[réf. nécessaire] un monument funéraire lui est dédié au cimetière de Portbou. Une œuvre commémorative du sculpteur israélien Dani Karavan intitulée Passages a été érigée en hommage au philosophe dans le petit port espagnol.
D'autres hypothèses ont été émises au sujet de sa mort, notamment dans un documentaire, Qui a tué Walter Benjamin…, réalisé par David Mauas qui présente une réflexion sur l’histoire et son discours. Enfin, selon Stephen Suleyman Schwartz (en), il aurait été assassiné par des agents du NKVD, le service secret de l'URSS.

## Autour de l'œuvre
« Penseur privé », Benjamin n'exerça pas dans le cadre de l'université allemande, même s'il essaya sans succès d'intégrer celle-ci pour des raisons financières. Il ne publia que cinq essais de son vivant sans compter ses articles de recherche, de théorisation, ses travaux de traductions, assez nombreux. Ajoutons qu'il percevait après la guerre une rente paternelle qui allait en s'amenuisant (en 1930, sa rente est perdue et en 1933, c'est l'exil), et qu'il perdit ainsi beaucoup d'énergie et de temps à essayer de gagner de quoi vivre. Il était proche de Gershom Scholem, qui lui dédia son premier ouvrage, et de Theodor Adorno avec lesquels il entretint une longue correspondance. Benjamin fit de ce dernier son héritier testamentaire et c'est lui, aidé de sa femme Gretel, qui publia en 1950, Enfance berlinoise vers 1900, premier livre posthume d'une longue série.

### Le capitalisme comme religion(1921)
(en allemand : Kapitalismus als Religion) est un fragment inachevé de Walter Benjamin écrit en 1921 qu'il ne destine pas à la publication et qui ne sera publié qu'en 1985. Il est lié aux premières ébauches de Benjamin sur la théorie politique et sociale, sur la religion, sur la théorie de l'histoire. Benjamin soutient dans ce fragment que le capitalisme est comme une religion. Une religion du culte sans théologie, une religion qui se poursuit sans interruption, une religion culpabilisante et non expiatoire.

### Einbahnstraße(1928)
Paru du vivant de son auteur en janvier 1928 chez Ernst Rowohlt Verlag (Berlin) alors qu'il commençait à entreprendre la rédaction du Passagen-Werk (posthume), Einbahnstraße (littéralement « rue à sens unique ») se compose d'un ensemble d'aphorismes, de réflexions, de « vignettes », de miscellanées, reliés entre eux par des correspondances et des analogies et formant ainsi une série de paragraphes tous sur-titrés ; certains sont plus longs que d'autres (par exemple celui intitulé « Keiserpanorama »).
Ce livre est à la fois le fruit de l'expérience parisienne surréaliste de Benjamin mais aussi de ses séjours à Berlin et Moscou, de la relation amoureuse avec Asja Lācis — à laquelle l'ouvrage est dédié — et de l'expérience de l'écrivain, qui affirme ici que l'écriture et la vie s'interpénètrent et ne sont pas deux instances séparées. Dans sa façon d'interpeller les signes urbains par la promenade, de casser le protocole de dissertation propre à l'essai classique, et d'introduire des réflexions d'ordre esthétique, personnel, sociologique, littéraire, Benjamin produit ici un ouvrage qui s'inscrit dans la lignée des Pensées de Blaise Pascal et des « fusées » de Charles Baudelaire. Ce montage de texte brefs invite le lecteur à parcourir une rue fictive « à sens unique », chaque paragraphe étant comme une station (une affiche, un panneau, un numéro, une pancarte...) qu'il rencontre chemin faisant et qui donne lieu à une réflexion. Réunis ensemble par l'auteur qui les rédigea entre 1923 et 1926, ces lumineux petits textes forment comme une constellation servant à marquer un nouveau territoire d'écriture.

### Concept de l'«aura»
Walter Benjamin introduisit le terme d’aura en 1931 dans son essai Petite histoire de la photographie (suivi en 1936 de L'Œuvre d'art à l'époque de sa reproductibilité technique), pour caractériser la spécificité de l’œuvre d'art qui est unique, liée à un endroit précis et qui s’inscrit dans l’histoire. Il définit l’aura comme « l'unique apparition d’un lointain, quelle que soit sa proximité » (einmalige Erscheinung einer Ferne, so nah sie auch sein mag). Pour illustrer son propos, il donna l’exemple d’un observateur admirant une chaîne de montagnes un jour d’été. Le sentiment qu’il ressent à ce moment précis ne pourra pas être reproduit parce qu’il est impossible de reproduire cet instant. L'inaccessibilité de l’œuvre d’art s’explique pour lui par ses origines dans des rites magiques et plus tard religieux. Les dernières traces de ses origines rituelles sont visibles dans le mouvement de l’art pour l’art.
La reproductibilité automatique et technique a pour conséquence la perte de l’aura, parce que la copie acquiert une autonomie vis-à-vis de l’original par le fait que l’œuvre est placée dans de nouveaux contextes, qu’il devient possible de changer de point de vue, d'opérer des grossissements. En plus la copie va vers l’observateur, devient accessible dans des situations nouvelles et est sortie de tout contexte historique et spatial. Ainsi l’œuvre devient un objet commercial.
Selon Benjamin, la perte de l'aura est un bien dans la mesure où l'œuvre, perdant sa dimension de sacralité, n'impose plus un sentiment religieux ou une position d'infériorité chez le spectateur. Passant d'un état de transcendance à un état d'immanence, l'œuvre est alors accessible au peuple.
Ses écrits sont notamment utilisés aujourd'hui par ceux qui étudient la culture populaire. En effet, contrairement à Adorno, Benjamin attribue un rôle positif à des aspects de la culture de masse, et ne la réduit pas comme Adorno à un pur produit de fausse conscience.

### Concept d'histoire: «texte et temps»
Le point le plus radical des notes « Sur le concept d’histoire » de Walter Benjamin est sans doute la critique du concept de temps comme continu et linéaire, concept aujourd’hui dominant, car la théologie connaît la possibilité et la nécessité d'interrompre le continuum temporel. La différence entre la théologie et ce que Benjamin saisit en elle consiste en ce qu’il voit la possibilité d'une fracture à l'intérieur de notre monde en immanence. L’« à-présent » [Jetztzeit] n'est pas le Jugement dernier et il ne faut pas attendre la mort pour s'approcher de la nouvelle conception du temps. L'expérience et la pratique de nombreuses générations dans leurs actes de remémoration vivante et dans les traditions attestent, en quelque façon, ce concept d’à-présent.

### Héritage benjaminien
De son vivant, le travail de Benjamin était connu d'un certain nombre de chercheurs et de lecteurs : il n'est pas juste de croire qu'il a seulement été connu à titre posthume. Par exemple, Sens unique (ou Rue à sens unique), son essai paru en 1928, avait commencé d'asseoir sa notoriété auprès d'un plus large public. De même, à partir de 1933, les futurs tenants de l'école de Francfort diffusent sa pensée à travers leurs publications en Europe et aux États-Unis. Ce sont Gretel et Theodor Adorno, ainsi que Gershom Scholem, qui vont entreprendre, à partir de 1950, de publier et traduire tous ses écrits inédits, rassembler sa correspondance, développer des éditions critiques, etc.
Hannah Arendt a rédigé une biographie critique, parue dans The New Yorker en 1968, puis en préface des Illuminations la même année.
En France, pays où son œuvre est largement traduite, assez tardivement cependant — ainsi, Sens unique le fut seulement en 1978 chez Maurice Nadeau —, Jacques Derrida, entre autres, a commenté une partie de son œuvre, par exemple dans Force de loi (1994).
En 1994, son nom est donné à une voie de Strasbourg, le passage Walter-Benjamin. En 2017, son nom est donné à une voie de Paris, le passage Walter-Benjamin.
En mars 2020, se crée l'association qui fonde le Prix Walter Benjamin.
En 2020, Louis Aliot élu maire de Perpignan évoque dans son programme municipal la réouverture du centre d'art Walter-Benjamin. Ce projet suscite l'indignation d'un collectif d'intellectuels dont Michael Löwy, Patrick Boucheron et Jean-Luc Nancy, qui lui adressent une lettre ouverte où ils dénoncent cette récupération.

#### Dans l'art

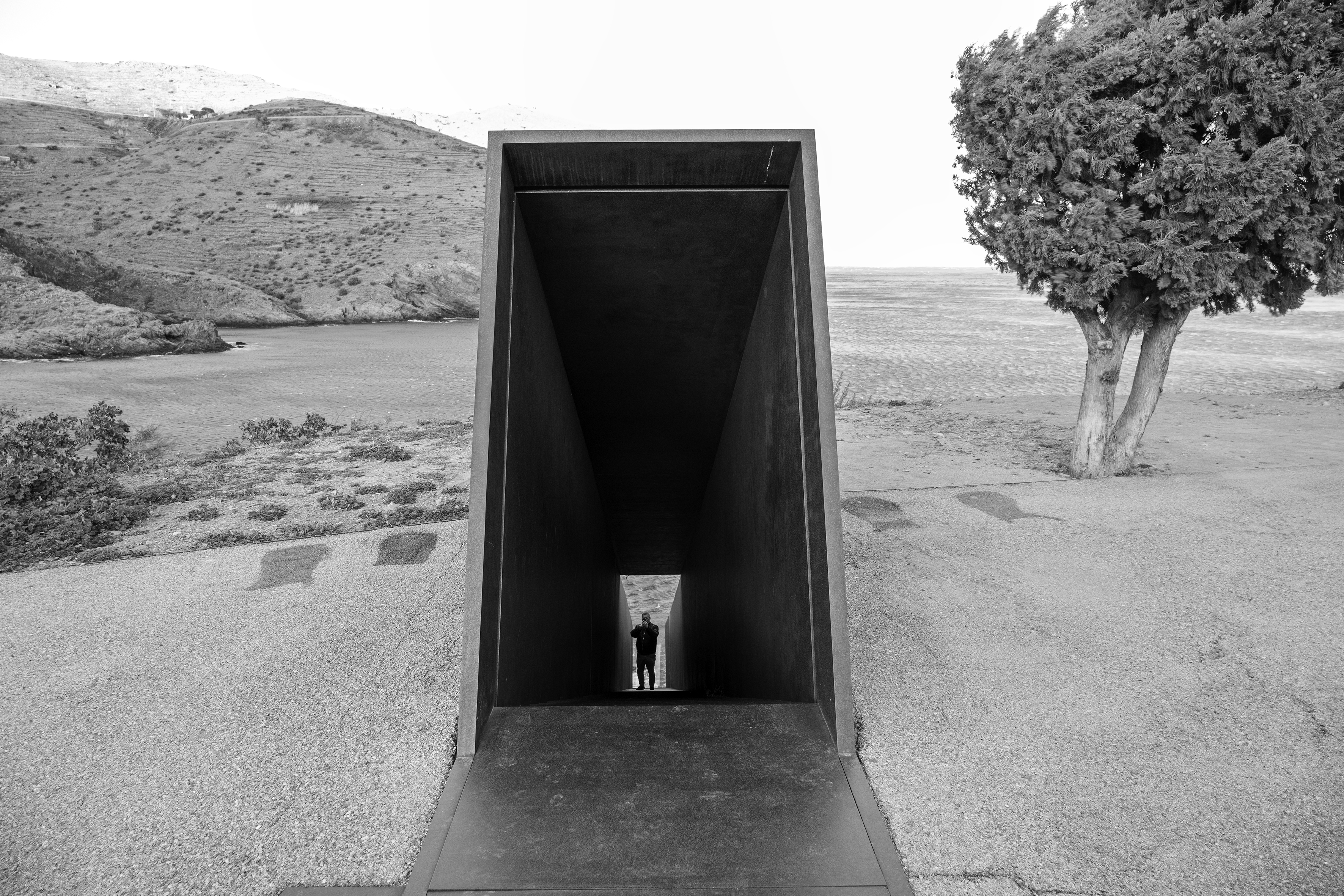
Monument des Passages à Portbou

Sa mort est évoquée en 2004 dans l'opéra Shadowtime (en) (musique de Brian Ferneyhough, livret de Charles Bernstein).
En 2016, Walter Benjamin est le personnage principal de Benjamin, dernière nuit, drame lyrique en quatorze scènes de Michel Tabachnik, d'après le livret de Régis Debray, créé à l'opéra de Lyon le 12 mars 2016.
En 2018,  Colin Firth incarne Walter Benjamin dans le film de Pat O'Connor Benjamin's Crossing, tiré du roman de Jay Parini paru en mai 1997.
En 1994, l'artiste Dani Karavan réalise un mémorial en l'honneur du travail de Benjamin à Portbou, ville dans laquelle il a disparu. Passages se veut une œuvre traduisant les concepts les plus importants de Benjamin, et son nom fait entre autres référence au passage du philosophe de la France vers Portbou.
En 2023, l'écrivain Aurélien Bellanger lui consacre un roman, Le Vingtième siècle, publié chez Gallimard, où il « dynamite la forme romanesque pour honorer, en théoricien et poète, la pensée admirée du philosophe », placé au « centre d'un dispositif ingénieux (...) destiné à comprendre le XXe siècle ».
En 2023, l'acteur Moritz Bleibtreu interprète son rôle dans la série Transatlantique.

## Œuvre

### Principales publications de son vivant

#### Essais
- Begriff der Kunstkritik in der deutschen Romantik [thèse], Berne, Verlag A. Francke, 1920 Publié en français sous le titre Le Concept de critique esthétique dans le romantisme allemand, traduit par Philippe Lacoue-Labarthe et Anne-Marie Lang, Paris, Flammarion, coll. « Champs essais », 2008  (ISBN 9782081218246)
- Charles Baudelaire, Tableaux Parisiens. Deutsche Übertragung mit einem Vorwort über die Aufgabe des Übersetzers, édition bilingue français-allemand, Heidelberg, Verlag von Richard Weißbach, 1923
- Einbahnstraße, Berlin, Rowohlt, 1928 Publié en français sous le titre Sens unique, suivi d’Une enfance berlinoise, traduit par Jean Lacoste, Paris, Lettres nouvelles/Maurice Nadeau, 1978 ; réédition sous le même titre dans une nouvelle traduction par Frédéric Joly, Paris, Payot, 2013  (ISBN 9782228908382) ; nouvelle traduction par Anne Longuet Marx sous le titre Rue à sens unique, Paris, Allia, 2015  (ISBN 9791030410655)
- Ursprung des deutschen Trauerspiels, Berlin, Rowohlt, 1928 Publié en français sous le titre Origine du drame baroque allemand, traduit par Sybille Muller, préfacé par Irving Wohlfarth, Paris, Flammarion, coll. « Champs essais », 1985  (ISBN 9782081232174)
- Deutsche Menschen. Eine Folge von Briefen. Auswahl und Einleitungen von Detlef Holz, Lucerne (Suisse), Vita Nova Verlag, 1936 Publié en français sous le titre, Allemands, traduit par Georges-Arthur Goldschmidt, Éditions de l'Encyclopédie des Nuisances, 2012. Deutsche Menschen est un recueil de lettres rédigées par des intellectuels allemands du siècle passé (1786-1880) et commentées par Benjamin sous pseudonyme [Detlef Holz], prépubliée en partie dans le Frankfurter Allgemeine Zeitung (1930-1931), puis orienté contre le régime nazi : véritable pamphlet épistolaire ironico-satirique dénonçant la bêtise de la bourgeoise d'affaire, le nationalisme et le populisme, l'ouvrage, édité en Suisse et qui arborait la devise, détournée, de Von Ehre ohne Ruhm / Von Grösse ohne Glanz / Von Würde ohne Sold (honneur sans gloire, taille sans brillant, dignité sans solde), fut bien entendu interdit par Berlin.

#### Sélection d'articles
Le nombre d'articles publiés par Benjamin tout au long de sa vie, depuis ceux de Der Anfang (1910) aux dernières livraisons destinées au Zeitschrift für Sozialforschung, est évalué à près d'un millier et constitue un énorme corpus loin d'être secondaire puisqu'on y trouve développés bon nombre de concepts fondamentaux et propres à l'œuvre du philosophe. Les périodiques vont de la revue scientifique spécialisée au supplément littéraire de journal progressiste destiné aux classes moyennes (comme le Frankfurter Zeitung), en passant par des magazines de design et d'art moderne, des titres comme Neue Rundschau, Die Gesellschaft, Die Literarische Welt... Certains textes sont écrits en collaboration, d'autres font partie d'ouvrages collectifs (actes de colloque, catalogue d'exposition, etc.), sans parler des préfaces et appareils critique à ses propres traductions.
- « Aussicht ins Kinderbuch » [Vue perspective sur le livre pour enfants], dans Die Literarische Welt, Berlin, 3 décembre 1926.
- « Moskau » [Moscou], dans Martin Buber et Joseph Wittig (direction), Die Kreatur, Berlin, Verlag Lambert Schneider, 1927.

Rédigé après son voyage à Moscou en décembre 1926 - janvier 1927 en compagnie de sa compagne, Asja Lācis avec laquelle il écrira également sur Naples. Il connaissait Buber depuis 1916.
- « Ich packe meine Bibliothek aus » [Je déballe ma bibliothèque], dans Die Literarische Welt, Berlin, 17 juillet 1931.
- « Karl Kraus », dans Literaturblatt fur Frankfurter Zeitung, 1931.
- « Kleine Geschichte der Photographie » [Petite histoire de la photographie], dans Die Literarische Welt, 18-25 septembre, et 2 octobre 1931.
- « Für arme Sammler » [Pour collectionneurs pauvres], dans Literaturblatt der frankfurter Zeitung, 6 décembre 1931.
- « L’œuvre d’art à l’époque de sa reproduction mécanisée » (1935), première édition parue en français dans Zeitschrift für Sozialforschung, Paris, Librairie Félix Alcan, 5e année, 1, 1936, p. 40-68, édition dirigée par Pierre Klossowski, modifiée par Benjamin entre 1936 et 1939 : une édition révisée est aujourd'hui publiée en français sous le titre L'Œuvre d'art à l'époque de sa reproductibilité technique avec parfois des nuances (cf. plus loin).
- « Eduard Fuchs, der Sammler und der Historiker », in Zeitschrift für Sozialforschung, Paris, Librairie Félix Alcan, 6e année, no 2, 1937, p. 346-381 ; traduit en français par Philippe Ivernel (1978).

### Publications posthumes

#### Essais
- Max Horkheimer (préface), Walter Benjamin zum Gedächtnis / In memory of Walter Benjamin, Los Angeles, Institut de Recherche sociale, 1942 ; contient : « Thèses sur le concept d'histoire » (traduit en français à Paris, dans Les Temps modernes, 1947, puis diverses éditions)  — C'est la première édition et la première traduction posthume d'un texte de Benjamin.
- Paris, capitale du XIXe siècle. Le livre des passages [1924-1939], Paris, éd. du Cerf, 1997. Traduction de l'allemand par Jean Lacoste  (ISSN 0298-9972). La notule que constitue ce texte a été traduite indépendamment aux éd. Allia sous le titre Paris, capitale du XIXe siècle (EAN 9782385087364).
- Œuvres, 3 vol., Paris, Gallimard, coll. « Folio Essais », 2000. Traduction par Maurice de Gandillac, Rainer Rochlitz et Pierre Rusch.
- L'Œuvre d'art à l'époque de sa reproductibilité technique, édition comparée, comportant une nouvelle traduction par Lionel Duvoy de la 4e version de l'essai (1936) et une traduction inédite des passages non conservés par Benjamin figurant dans la 2e version de l'essai (fin 1935-février 1936), Paris, Allia, 2003  (ISBN 9782844854438).
- Sur Proust, traduit par Robert Kahn, éditions Nous, 2010  (ISBN 978-2-913549-52-4)
- Expérience et Pauvreté, suivi de : Le Conteur et de : La Tâche du traducteur, trad. Cédric Cohen Skalli, préface Elise Pestre, Paris, Payot, coll. « Petite Bibliothèque Payot », 2011  (ISBN 9782228906760).
- Récits d'Ibiza et autres écrits, textes de la période d'Ibiza (1932-1933), traduction et préface de Pierre Bayart, éd. Riveneuve, 2011  (ISBN 978-2-36013-067-2)
- Critique de la violence, suivi de : Destin et caractère et de : Brèves ombres, traduction de Nicole Casanova, préface par Antonia Birnbaum, Paris, Payot, coll. « Petite Bibliothèque Payot », 2012  (ISBN 9782228907415).
- Petite histoire de la photographie [1931], traduction de Lionel Duvoy, Paris, Allia, 2012  (ISBN 9782844854445).
- Baudelaire, édition établie par Giorgio Agamben, Barbara Chitussi et Clemnes-Carl Härle, traduit par Patrick Charbonneau, Paris, La Fabrique, 2013.
- Haschich à Marseille, accompagné de dessins de Julio Silva, Saint-Clément-de-Rivière, éd. Fata Morgana, 2013.
- Karl Kraus, traduction et postface par Marion Maurin et Antonin Wiser, Paris, éd. Allia, 2018  (ISBN 9791030408416).
- Pour une critique de la violence, traduction et postface par Antonin Wiser, Paris, éd. Allia, 2019  (ISBN 9791030410532).
- (de) Walter Benjamin Le capitalisme comme religion, In: Dirk Baecker (Hrsg.): Kapitalismus als Religion. Kadmos, Berlin 2003,  (ISBN 3-931659-27-5), p. 15-18.
- Walter Benjamin (trad. Frédéric Joly), Le capitalisme comme religion, Payot, 2019, 144 p. (ISBN 978-2-228-92297-5)

#### Radiophonie
- Au microphone : Dr Walter Benjamin, Walter Benjamin et la création radiophonique, 1929-1933, Philippe Baudouin, Paris, Maison des Sciences de l'Homme, coll. « Philia », 2009. Livre + CD audio -  (ISBN 978-2-7351-1265-4)
- Écrits radiophoniques, traduction par Philippe Ivernel, préface de Philippe Beaudouin, éd. Allia, 2014  (ISBN 978-2-84485-815-3), a été tiré à part Le cœur froid, éd. Allia, 2019  (ISBN 979-10-304-1063-1)

#### Correspondance
- Correspondance (1930-1940), Walter Benjamin et Gretel Adorno, édition établie par Christoph Gödde et Henri Lonitz, traduit de l'allemand par Christoph David, Paris, Le promeneur, 2007.
- Théologie et utopie. Correspondance 1933-1940, Walter Benjamin et Gershom Scholem, édition établie par Gershom Scholem, traduit de l'allemand par Pierre Rusch et Didier Renault, suivi de « Histoire d'une correspondance » par Stéphane Mosès, Paris, Éditions de l'éclat, 2011.
- Lettres françaises, intégralité des lettres écrites en français, préface de Christophe David, éditions Nous, 2013  (ISBN 978-2-913549-69-2)

#### Poésie
- Sonnette : Sonnets, traduit de l’allemand par Michel Métayer, Éditions Walden, Édition bilingue, 2021

### Filmographie
- Le Passant : Walter Benjamin, film documentaire de Jean-Paul Lebesson, France, 1990, 53 min.
- One Way Street: Fragments for Walter Benjamin, film documentaire de John Hughes, Australie, 1992, 54 min vidéo en ligne sur Ubuweb.
- Qui a tué Walter Benjamin…, film documentaire de David Mauas, Espagne - Pays-Bas, 2005, 73 min — présentation en ligne.
- Histoires nées de la solitude, film documentaire de Sylvain Maestraggi, France, 2009, 35 min.
- Walter Benjamin. Des histoires d'amitié, film documentaire de David Wittenberg, Allemagne, 2010, 55 min — vidéo en ligne via Arte.
- Paris, capitale du XIXe siècle, essai/film expérimental de Benjamin Bardou, France, 2010, 10 min.
- Les Unwanted de Europa, Film de Fabrizio Ferraro (2018) 1 h 51 min.
- 13, un ludodrame sur Walter Benjamin, un essai cinématographique de Carlos Ferrand et Thomas Sieber Satinsky, 2018, 77 min.

### Radiophonie
- « Walter Benjamin », série en quatre volets, dans Les nouveaux chemin de la connaissance, réalisée par Philippe Baudoin et diffusées du 10 au 13 octobre 2011 sur France Culture.